# Brian Howard (baloncestista)
Brian Eugene Howard (Winston-Salem, Carolina del Norte, 19 de octubre de 1967) es un exjugador de baloncesto estadounidense que jugó dos temporadas en la NBA, pasando el resto de su carrera en ligas menores de su país y en diferentes ligas europeas. Con 1,98 metros de estatura, jugaba en la posición de alero.

## Trayectoria deportiva

### Universidad
Jugó durante cuatro temporadas con los Wolfpack de la Universidad Estatal de Carolina del Norte, en las que promedió 9,3 puntos, 4,0 rebotes y 2,1 asistencias por partido.

### Profesional
Tras no ser elegido en el Draft de la NBA de 1990, jugó en la CBA y la USBL -ligas menores estadounidenses-, y registró un breve paso por la Liga Nacional de Básquet de Argentina, hasta que en febrero de 1992 firmó como agente libre por diez días con los Dallas Mavericks, quienes finalmente ampliaron su contrato, quedándose en el equipo temporada y media. En su única temporada completa, la 92-93, promedió 6,5 puntos y 3,1 rebotes por partido.
A partir de ese momento, inició su recorrido por diferentes ligas europeas. Comenzó jugando en el Auxilium Pallacanestro Torino, donde en su única temporada promedió 22,5 puntos y 5,7 rebotes por partido. Tras un breve paso por su país para jugar en los Sioux Falls Skyforce, fichó en 1995 por el ASVEL Lyon-Villeurbanne francés, con el que se proclamó campeón de la Copa de Francia dos temporadas consecutivas. En 1997 fichó por el Anadolu Efes S.K. turco, con el que también ganó la competición copera en su única temporada en el equipo. Esa temporada promedió 12,3 puntos y 4,3 rebotes por partido.
Regresó a la liga francesa, donde jugó cinco temporadas en cuatro equipos diferentes, hasta que en 2003 fichó por el Club Basket Bilbao Berri, con el que consiguió el ascenso de la LEB a la liga ACB. Tras ser despedido, en octubre de 2004 regresa para sustituir al lesionado Pedja Savovic, disputando siete partidos hasta la recuperación del serbio, promediando 4,6 puntos y 1,6 rebotes. Acabó su carrera jugando una temporada en el Mlékárna Kunín de la liga checa.

## Estadísticas de su carrera en la NBA

### Temporada regular
| Temporada | Edad | Equipo           | Liga | Pos. | P  | TIT | MIN  | TC  | TCA | %TC  | 3P  | 3PA | %3P  | TL  | TLA | %TL  | R.OF. | R.DEF. | REB | ASIS | ROB | TAP | PER | FP  | PTS |
| 1991-92   | 24   | Dallas Mavericks | NBA  | SF   | 27 | 0   | 11.8 | 2.0 | 3.9 | .519 | 0.0 | 0.1 | .500 | 0.8 | 1.1 | .710 | 0.6   | 1.3    | 1.9 | 0.5  | 0.4 | 0.3 | 0.6 | 2.0 | 4.9 |
| 1992-93   | 25   | Dallas Mavericks | NBA  | SF   | 68 | 22  | 19.0 | 2.7 | 6.1 | .442 | 0.0 | 0.1 | .143 | 1.1 | 1.4 | .766 | 1.0   | 2.1    | 3.1 | 1.0  | 0.8 | 0.5 | 1.0 | 3.2 | 6.5 |
| Total     |      |                  | NBA  |      | 95 | 22  | 17.0 | 2.5 | 5.5 | .458 | 0.0 | 0.1 | .222 | 1.0 | 1.3 | .752 | 0.9   | 1.9    | 2.8 | 0.9  | 0.7 | 0.4 | 0.9 | 2.9 | 6.0 |